# Christian Synaeghel
Ne doit pas être confondu avec Thomas Synaeghel.

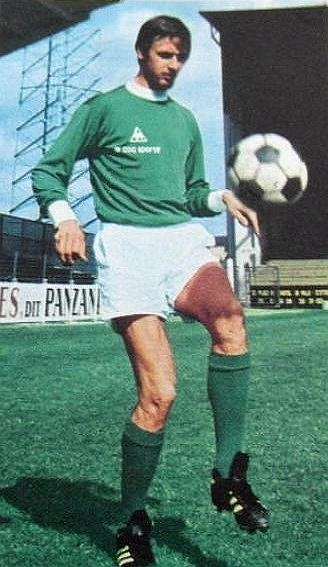
Christian Synaeghel en 1971.

Christian Synaeghel est un footballeur international français né le 28 janvier 1951 à Leffrinckoucke dans le Nord.
Il joue au poste de milieu de terrain du début des années 1970 au début des années 1980.
Formé à l'AS Saint-Étienne où il est surnommé « le ch'ti », il remporte avec les « Verts »  trois championnats de France en 1974, 1975, et 1976 et deux coupes de France en 1974 et 1975. Il termine ensuite sa carrière professionnelle au FC Metz.
Il compte cinq sélections en équipe de France entre 1974 et 1977.

## Biographie
Christian Synaeghel est né le 28 janvier 1951 à Leffrinckoucke dans la banlieue de Dunkerque. Il est le fils de Lucien Synaeghel, métallurgiste à l'usine des Dunes et ancien joueur de l'US Dunkerque et de l'US Bray-Dunes, et de son épouse Yvonne Desfrennes. Christian Synaeghel et sa sœur jumelle Christiane sont les derniers d'une famille comprenant cinq enfants. Ses frères sont ouvriers en usine. Christian Synaeghel commence le football à l'âge de 11 ans dans le club de sa ville, l'US Leffrinckoucke et, en parallèle, obtient un CAP mécanique. Repéré par Pierre Garonnaire, le recruteur de l'AS Saint-Étienne, il rejoint à 17 ans le centre de formation des « Verts » où il est surnommé « le ch'ti » par ses coéquipiers. En 1970, il remporte avec Christian Lopez, Alain Merchadier, Jacques Santini, Patrick Revelli et Christian Sarramagna, la coupe Gambardella face à l'Olympique lyonnais, cinq tirs au but à quatre, après un match nul trois buts partout dans le temps réglementaire.
Il fait ses débuts en équipe première, le 12 août 1970, lors de la première journée du championnat face au FC Nantes, les Stéphanois s’inclinent trois buts à deux. Robert Herbin, devenu entraîneur, fait confiance aux jeunes Stéphanois et Synaeghel devient une pièce essentielle au milieu du terrain, lors de la saison 1973-1974, grâce à ses qualités d'endurance, d'efficacité et d’opiniâtreté. Les Stéphanois remportent le titre en ne perdant qu'un match lors des quatorze dernières journées du championnat puis réussissent le doublé, leur troisième de l'histoire, en battant l'AS Monaco en finale de la coupe de France sur le score de deux buts à un. Lors de ce match, Christian Synaeghel ouvre le score à la 44e sur une reprise d'une tête plongeante d'un centre court de la droite de Patrick Revelli. Il fait également ses débuts avec les espoirs français, le 14 octobre 1973, et affronte les espoirs allemands à Mulhouse. Les « Bleuets » l'emportent sur le score d'un but à zéro.
Christian Synaeghel est sélectionné le 16 novembre 1974 en équipe de France par Ştefan Kovács. Il entre, en position de milieu gauche, en remplacement d'Henri Michel à la 65e minute du match disputé contre la RDA. Les deux équipes se séparent sur un match nul deux buts partout,. En France, les « Verts » réussissent le doublé en terminant le championnat avec neuf points d'avance sur le deuxième, l'Olympique de Marseille puis en battant en finale de la coupe de France le RC Lens sur le score de deux buts à zéro. En coupe des clubs champions européens, les Stéphanois battent successivement le Sporting Portugal, le NK Hajduk Split et le Ruch Chorzów mais doivent s'incliner en demi-finale face au Bayern Munich, deux buts à zéro sur les deux matchs.
Il est l'année suivante un des acteurs majeurs de l'épopée stéphanoise en coupe d'Europe. Les Stéphanois parviennent en finale mais Christian Synaeghel ne peut disputer le match ayant été blessé, le 4 mai 1976 en championnat, dans une rencontre houleuse contre le Nîmes Olympique. En fin de saison, les Stéphanois réalisent le triplé en championnat avec trois points d'avance sur l'OGC Nice.
Christian Synaeghel connaît sa dernière sélection en équipe de France le 30 mars 1977 à Lansdowne Road face à l'Irlande. Les Irlandais gagnent la rencontre un à zéro. Il est forfait le match suivant contre la Suisse et n'est plus appelé ensuite en sélection. Longtemps blessé, il ne dispute lors de cette saison que vingt matchs de championnat et ne dispute pas la finale de la coupe de France remportée par les Stéphanois.
Après une dernière saison comme titulaire, il rejoint le FC Metz en 1978. Le club termine 5e du championnat manquant la qualification européenne à cause d'une moyenne de buts défavorable. Il dispute son dernier match sous le maillot messin le 16 janvier 1982 face au Brest FC et met fin à sa carrière en fin de saison.
Il rejoint alors les magasins de bijouterie appartenant à sa belle-famille et devient responsable de magasin puis gérant des stocks à Veauche jusqu'à sa retraite. Son fils, Yann, a également été professionnel au sein de l'AS Saint-Étienne.

## Palmarès
Avec l'AS Saint-Étienne, Christian Synaeghel remporte trois titres de champion de France en 1974, 1975, et 1976. Il est également vice-champion de France en 1971. Il remporte avec les « Verts » la Coupe de France en 1974 et 1975 et, avec les juniors du club, la Coupe Gambardella en 1970.
Il compte cinq sélections en équipe de France obtenues entre 1974 et 1977

## Statistiques
Le tableau ci-dessous résume les statistiques en match officiel de Christian Synaeghel durant sa carrière de joueur professionnel.  
| Saison      | Club             | Pays   | Championnat | Championnat | Championnat | Coupes nationales | Coupes nationales | Coupe d'Europe | Coupe d'Europe | Coupe d'Europe | Sélection | Sélection |
| Saison      | Club             | Pays   | Division    | Matchs      | Buts        | Matchs            | Buts              | Type           | Matchs         | Buts           | Matchs    | Buts      |
| ----------- | ---------------- | ------ | ----------- | ----------- | ----------- | ----------------- | ----------------- | -------------- | -------------- | -------------- | --------- | --------- |
| 1970 - 1971 | AS Saint-Étienne | France | Division 1  | 2           | 0           | 1                 | 0                 | C1             | 1              | 0              | -         | -         |
| 1971 - 1972 | AS Saint-Étienne | France | Division 1  | 12          | 3           | 2                 | 0                 | -              | -              | -              | -         | -         |
| 1972 - 1973 | AS Saint-Étienne | France | Division 1  | 9           | 1           | 3                 | 2                 | -              | -              | -              | -         | -         |
| 1973 - 1974 | AS Saint-Étienne | France | Division 1  | 36          | 6           | 7                 | 1                 | -              | -              | -              | -         | -         |
| 1974 - 1975 | AS Saint-Étienne | France | Division 1  | 24          | 5           | 5                 | 1                 | C1             | 7              | 1              | 1         | 0         |
| 1975 - 1976 | AS Saint-Étienne | France | Division 1  | 20          | 3           | 1                 | 0                 | C1             | 7              | 0              | 1         | 0         |
| 1976 - 1977 | AS Saint-Étienne | France | Division 1  | 27          | 3           | 4                 | 1                 | C1             | 6              | 0              | 3         | 0         |
| 1977 - 1978 | AS Saint-Étienne | France | Division 1  | 30          | 4           | 2                 | 0                 | C2             | 2              | 1              | -         | -         |
| 1978 - 1979 | FC Metz          | France | Division 1  | 26          | 4           | 2                 | 0                 | -              | -              | -              | -         | -         |
| 1979 - 1980 | FC Metz          | France | Division 1  | 30          | 4           | 4                 | 0                 | -              | -              | -              | -         | -         |
| 1980 - 1981 | FC Metz          | France | Division 1  | 22          | 0           | 5                 | 1                 | -              | -              | -              | -         | -         |
| 1981 - 1982 | FC Metz          | France | Division 1  | 2           | 0           | -                 | -                 | -              | -              | -              | -         | -         |
| Total       | Total            | Total  | Total       | 240         | 33          | 36                | 6                 | -              | 23             | 2              | 5         | 0         |